# Simona Ballardini
Simona Ballardini, née le 24 mars 1981 à Faenza (Italie), est une joueuse italienne de basket-ball, évoluant au poste d'ailière.

## Biographie
À l'automne 2012, elle assure l'intérim de l'arrière de Bourges Catherine Joens blessée : « Son passage parmi nous aura été extrêmement bénéfique. En une occasion comme ce soir, elle va beaucoup nous manquer » selon la coach Valérie Garnier. » Elle retrouve un club en Italie début 2014 avec Priolo.

## Club
- 1995-2000:  Club Atletico Faenza Pallacanestro
- 2000-2003:  Famila Schio
- 2003-2008:  Club Atletico Faenza Pallacanestro
- 2008-2010:  Basket Femminile Venezia Reyer
- 2010-2011:  Liomatic Umbertide
- 2011-2012:  Taranto Cras Basket
- 2012-2012 :  CJM Bourges
- 2014- :  GS Trogylos Basket Priolo

## Palmarès
- Vainqueur de la Coupe Ronchetti en 2001 et 2002
- Championne d'Italie en 2012
- Vainqueur de la Coupe d'Italie en 2007 et 2012
- Vainqueur des Jeux Méditerranéens en 2009
- Médaillée d'argent aux Jeux Méditerranéens en 2001